# Mali Podljuben
Mali Podljuben – wieś w Słowenii, w gminie miejskiej Novo mesto. W 2018 roku liczyła 42 mieszkańców. 